# ジョン・バトラー (第15代オーモンド伯爵)
第15代オーモンド伯爵および第8代オソリー伯爵ジョン・バトラー（英語: John Butler, 15th Earl of Ormonde and 8th Earl of Ossory、1739年以前 – 1766年6月24日）は、法律上のアイルランド貴族。存命中に爵位の称号を使用することはなかった。

## 生涯
トマス・バトラー大佐とマーガレット・バーク（1744年7月19日没）の息子として生まれた。
第2代オーモンド公爵ジェームズ・バトラーは第13代オーモンド伯爵と第7代オソリー伯爵でもあり、1715年に私権剥奪されたときはすべての爵位が剥奪されたものと解釈されたが、後に私権剥奪が（グレートブリテン議会で議決されたものだったため）イングランドとスコットランドの爵位にしか効力を有さないと裁定され、1745年に第2代オーモンド公爵が死去した後は初代アラン伯爵チャールズ・バトラーが法律上のオーモンド伯爵とオソリー伯爵となった。1758年12月17日に初代アラン伯爵が死去すると、後継者がなかったためアラン伯爵は断絶、オーモンド伯爵とオソリー伯爵も保持者がいないものとされたが、1791年の裁定でジョン・バトラーが法律上のオーモンド伯爵とオソリー伯爵となった（初代アラン伯爵の祖父初代オーモンド公爵ジェームズ・バトラーの弟はリチャード・バトラー・オブ・キルキャッシュで、ジョン・バトラーはリチャードの男系の曾孫である）。さらに1760年に初代アラン伯爵の姉妹エリザベスが死去すると、バトラー家の遺産を継承した。
1763年4月にブリジット・ステイシー（Bridget Stacey）と結婚したが、1766年6月24日に子供のないまま死去したため、叔父ジョンの息子ウォルターが法律上の第16代オーモンド伯爵となった。